# Naučná stezka Čutkovská dolina
 Naučná stezka Čutkovská dolina (slovensky Náučný chodník Čutkovská dolina) se nachází v severní části pohoří Velká Fatra v katastru města Ružomberok v Žilinském kraji na Slovensku.

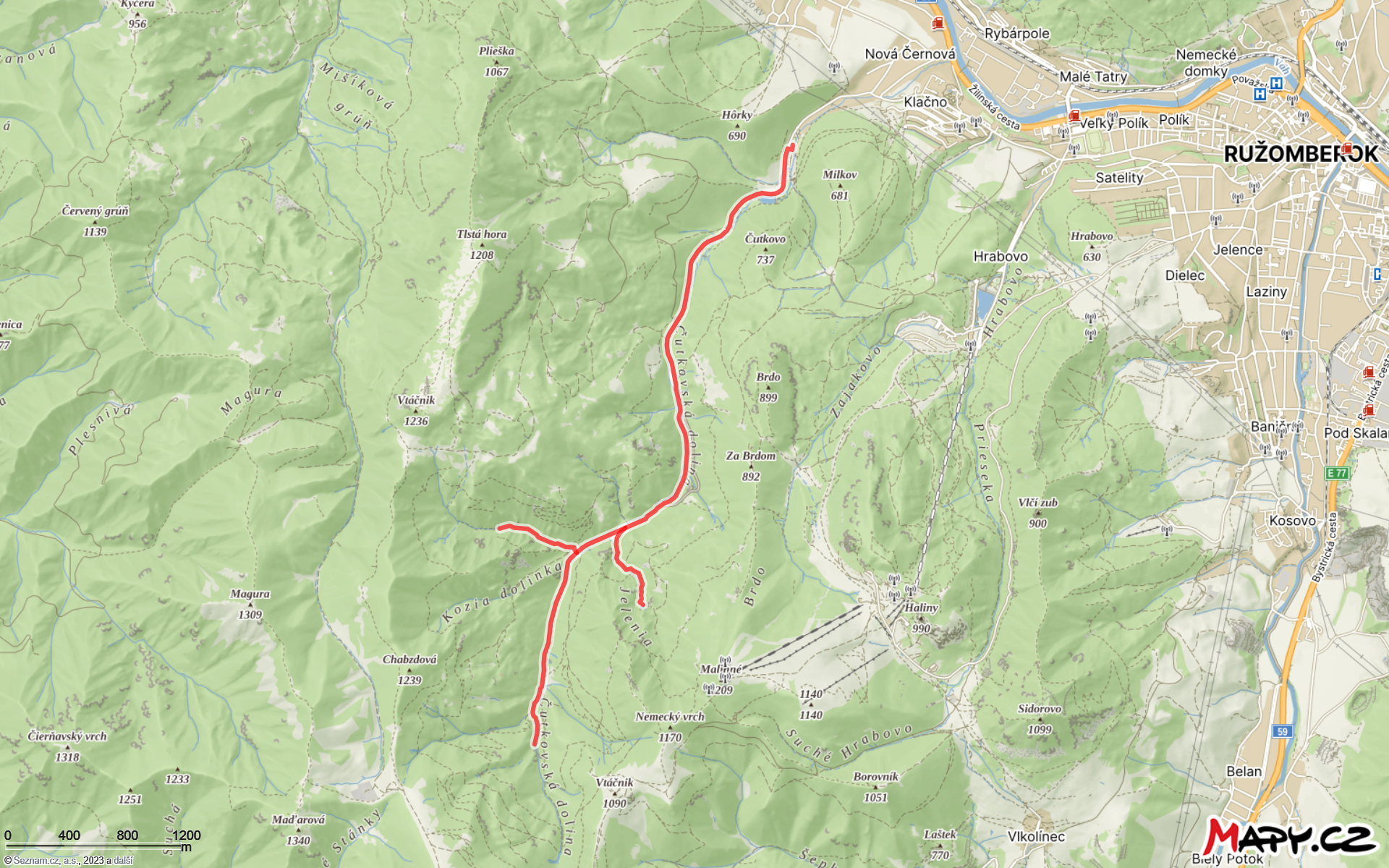
Mapa naučné stezky Známa – neznáma Čutkovská dolina

Naučná stezka vede Čutkovskou dolinou od jejího ústí k soutěsce Tiesňava za dierou. Cestou jsou dvě odbočky – k Jelenímu vodopádu a k Jamišným vodopádům, které jsou v zimních měsících uzavřeny jako cesta k soutěsce. Autory projektu naučné stezky jsou Štefan Koreň a Milan Kmeť. Otevřena byla v roce 2016.

## Seznam naučných tabulí
Naučné tabule:
1. Náučný chodník Čutkovská dolina, známa – neznáma
2. Voda
3. Mokřady (slovensky Mokrade)
4. Lesy
5. Červená skála (Červená skala)
6. Fauna
7. Jelení vodopád
8. Jamišné vodopády
9. Lúky (Louky)
10. Soutěska za dírou (Tiesňava za dierou)